# Ba Đình, thành phố Thanh Hóa
Ba Đình là một phường thuộc thành phố Thanh Hóa, tỉnh Thanh Hóa, Việt Nam.

## Địa lý
Phường Ba Đình nằm ở trung tâm thành phố Thanh Hóa, có vị trí địa lý:
- Phía đông và phía bắc giáp phường Lam Sơn
- Phía tây giáp phường Tân Sơn
- Phía nam giáp phường Ngọc Trạo.

Phường Ba Đình có diện tích 0,70km².

### Dân cư
Tính đến ngày 31/12/2022, phường Ba Đình có quy mô dân số là 16.721 người (bao gồm dân số thường trú là 14.642 người, dân số tạm trú quy đổi là 2.079 người), mật độ dân số đạt 23.887 người/km².
Theo Tổng điều tra dân số và nhà ở năm 2019, phường Ba Đình có dân số là 9.492 người. Mật độ dân số đạt 13.560 người/km².
Dân số năm 2009 là 10.108 người, mật độ dân số đạt 14.440 người/km².
Dân số năm 1999 là 11.796 người, mật độ dân số đạt 16.851 người/km².

## Lịch sử
Sau năm 1954, Ba Đình là một tiểu khu thuộc thị xã Thanh Hóa.
Ngày 3 tháng 7 năm 1981, Ủy ban nhân dân tỉnh Thanh Hóa ban hành Quyết định số 511 TC/UBTH về việc thống nhất tên gọi các phường trong nội thị thuộc thị xã. Theo đó, tiểu khu Ba Đình chuyển thành phường Ba Đình như hiện nay.

## Hành chính
Phường Ba Đình được chia thành 8 tổ dân phố, đánh số từ 1 đến 8.